# Криворудський дендропарк
Кривору́дський дендропа́рк — дендрологічний парк, парк-пам'ятка садово-паркового мистецтва загальнодержавного значення в Україні. Розташований у селі Кривій Руді Семенівського району Полтавської області.
На території дендропарку споруджено пам'ятник на честь жителів села, загиблих (368 чоловік) на фронтах Другої світової війни.

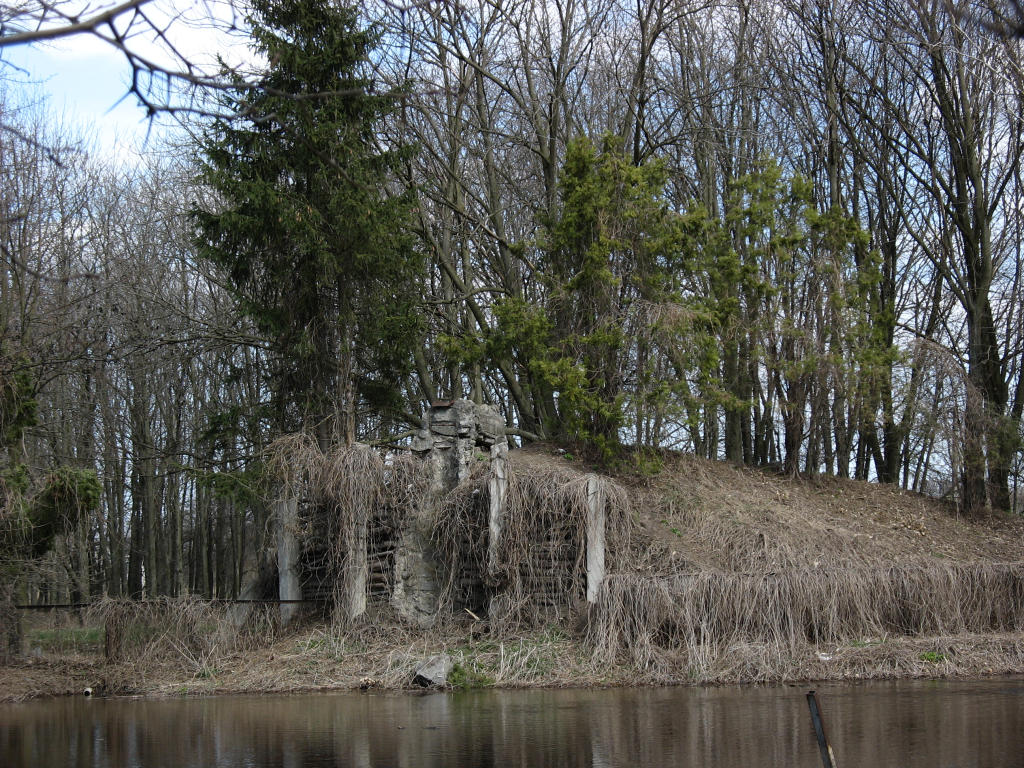
Альпійська гірка з водоспадом і ставком

Площа 12 га. Перебуває у віданні: Комунальна установа «Рекреаційний центр Криворудський» Полтавської обласної ради. Статус парк-пам'ятка садово-паркового мистецтва місцевого значення надано 1972 року, загальнодержавного значення — 2016 року (згідно з рішенням Міністерства екології та природних ресурсів Україні від 8 грудня 2016 року № 482).

## Історія створення
Закладений в 1962 році в центрі села місцевим любителем природи, колишнім головою колгоспу С. М. Лопатою. Ця людина понад 20 років свого життя присвятила дендропарку. Саме він є головним ініціатором, засновником та забудовником дендропарку. 
Бувши головою місцевого колгоспу «Плугатар», Сергій Маркович часто виїжджав за межі свого села, де в нових місцях бачив цікаві, незвичайні рослини. Тоді в його серці зародилася мрія розбити в рідному селі Крива Руда дендропарк. Однак його прагнення не особливо підтримувалося на вищому рівні. Здавалося малоймовірним, щоб рідкісні, екзотичні рослини прижилися в місцевому ґрунті та кліматі. Дендропарк у селі Крива Руда на Полтавщині вважався марним задумом.
Сергій Лопата не втрачав надії. Наприкінці 50-х років ХХ століття йому вдалося отримати дозвіл на створення парку. Не мавши спеціальної освіти, Сергій Маркович зумів скласти план парку, який визначив його багатогранний ландшафтно-пейзажний вигляд. Під облаштування було виділено 12 гектарів землі. Разом з однодумцями та односельцями С.М. Лопата провів колосальну роботу із закладення, благоустрою та озеленення парку. Тут були створені алеї, галявини, водойми, вольєри з тваринами.
Сергій Маркович співпрацював із багатьма лісництвами, парками та ботанічними садами колишнього Радянському Союзу. Тому насіння та саджанці в Криворудський дендропарк привозилися із найрізноманітніших місць України та країн ближнього зарубіжжя.
Характерна особливість парку в Кривій Руді полягає в тому, що він створювався без залучення підневільної праці методом толоки – форми безкоштовної колективної взаємодопомоги. Так спільними зусиллями криворудців з ініціативи Сергія Марковича на пустирі з'явилося справжнє диво – дендрологічний парк. Офіційне відкриття парку в Кривій Руді відбулося в 1967 році. Відвідувачів було чим здивувати: на той час тут виростало понад 6000 дерев і чагарників.
З 1960 року і практично до кінця своїх днів С.М. Лопата займався розвитком Криворудського парку. Коли його нащадки не захотіли продовжувати розпочату ним справу, він знищив свої архіви. Надалі архівні матеріали вдалося частково відновити.
Після смерті свого засновника в 1983 році в роки перебудови та розвалу Радянського Союзу парк занепав. Його водойми пересохли. Однак його історія на цьому не закінчилася. Новий виток розвитку парку почався в 2007 році. Він символічно збігся зі 100-річним ювілеєм С.М. Лопати. Восени на центральній галявині Криворудського дендропарку висадили два дерева кохання - гінкго білоба дволопатевого, найдавнішого представника флори планети Земля. З того часу доброю традицією стало щорічне проведення в парку весняної толоки, в якій беруть участь жителі Кривої Руди та сусідніх сіл. Добра справа об'єднує всіх небайдужих. Завдяки спільним зусиллям людей Криворудський дендропарк продовжує існувати та розвиватися.
У 2008 році парк був переданий територіальній громаді під управлінням комунальної установи «Рекреаційний центр «Криворудський» Полтавської обласної ради. Протягом 2010-2012 років у дендропарку з'явився ставок, який було відтворено на місці однієї з пересохлих водойм. Сьогодні тут живуть білі лебеді.

## Флора
У Криворудському дендропарку зростають 190 порід і видів дерев та чагарників, багато з них — екзотичні. Створено розарій (налічується понад 30 сортів троянд), альпійські гірки з водоспадами і штучні водойми (чотири невеликі ставки). 
Куртини розбиті так, що чергуються види листяних і хвойних дерев: на фоні тополі — ялина, в куртині вічнозелених — клен чи ясен. Ростуть кілька порід дубів, лип, саджанці яких виділив дендрологічний парк АН України «Тростянець», платан з Нікітського ботанічного саду (м.Ялта), актинідія коломікта, три кущі гортензій з Сахаліна, лимонник китайський з Далекого Сходу, туя колоноподібна, смерека та інші.

## Фауна
Водойми заселені білими й чорними лебедями, що привезені сюди з Одеси, Асканії-Нової, з Дністра й Дунаю, із заповідників в окол. Голої Пристані (Чорноморський) і Новий Афон. Завезені дикі качки, є дикі гуси. Прижилися зозулі, одуди, дикі голуби, дятли, солов'ї, лісові дрозди. Постійними мешканцями дендропарку стали переважно адвентивні і синантропні види тварин: лелеки, павичі, ондатри, нутрії, вивірки.

## Галерея

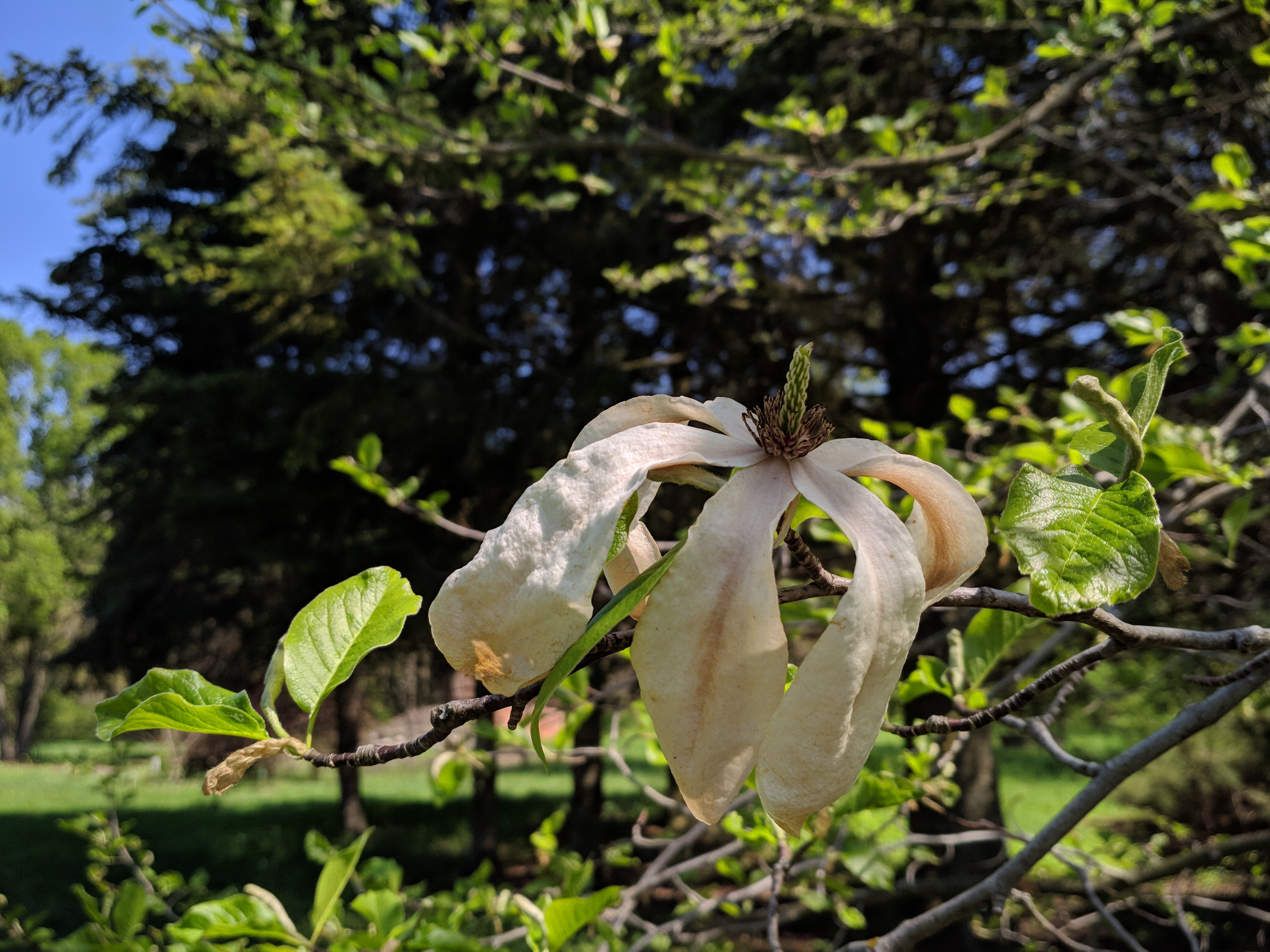
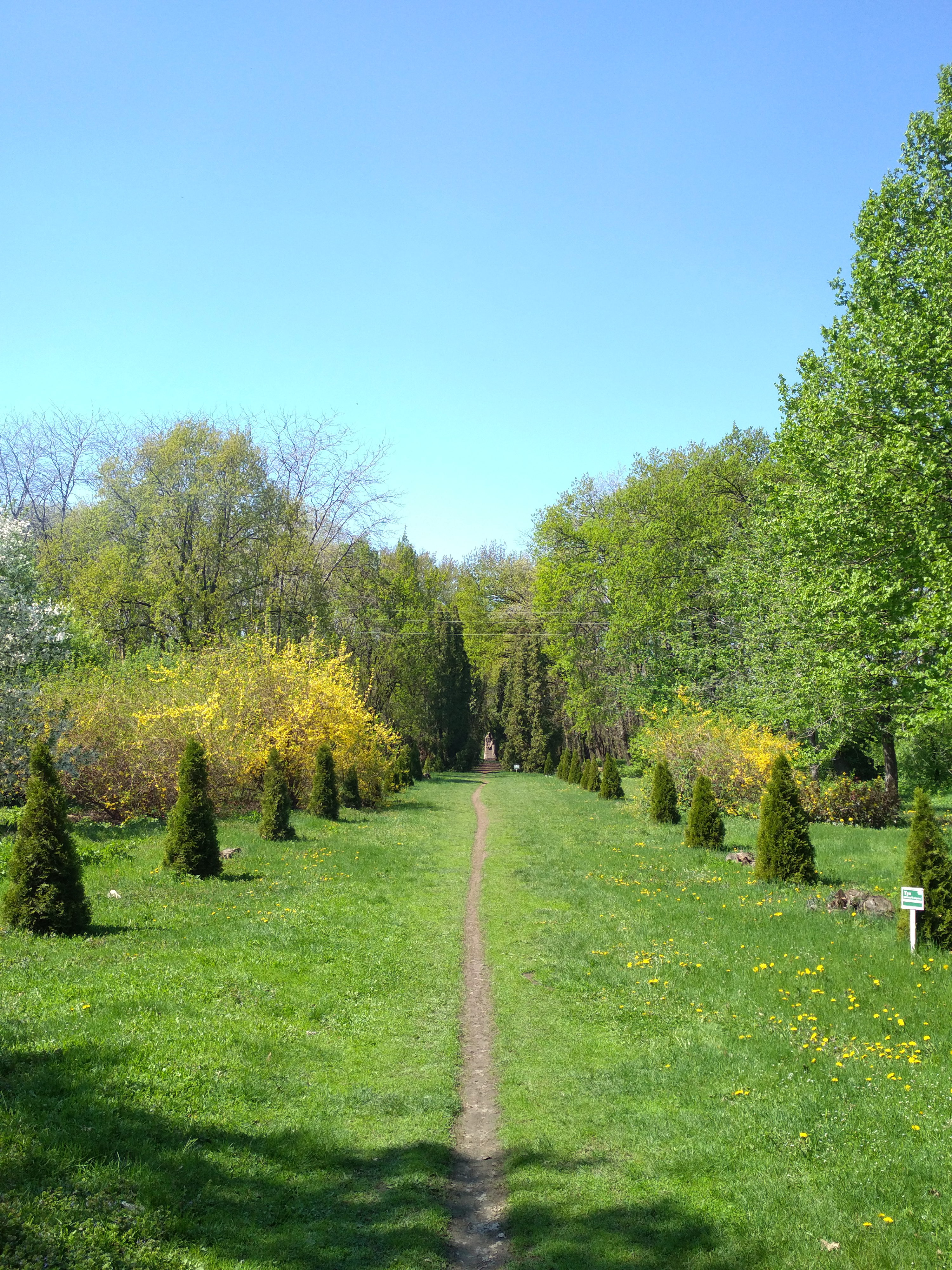
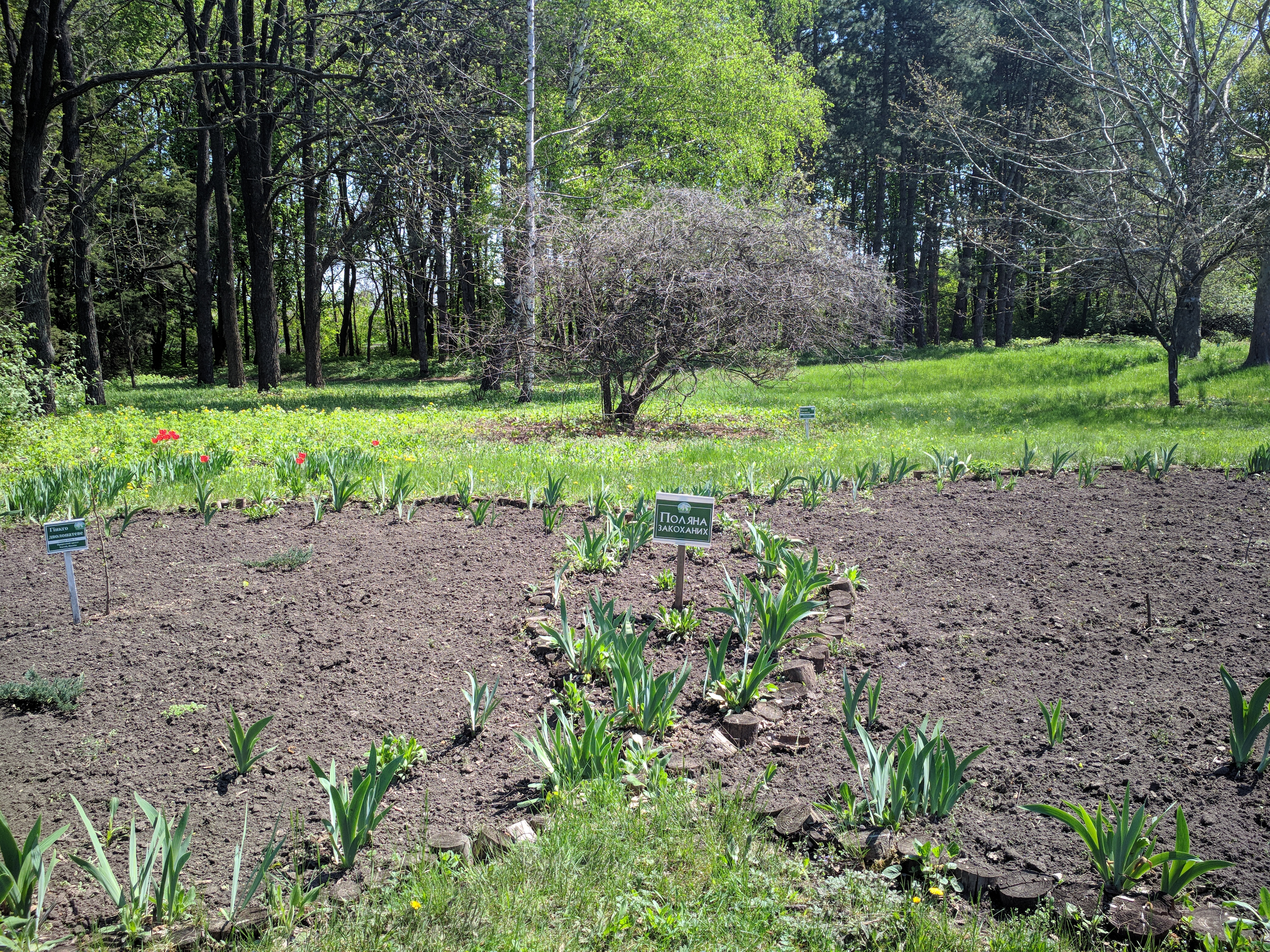
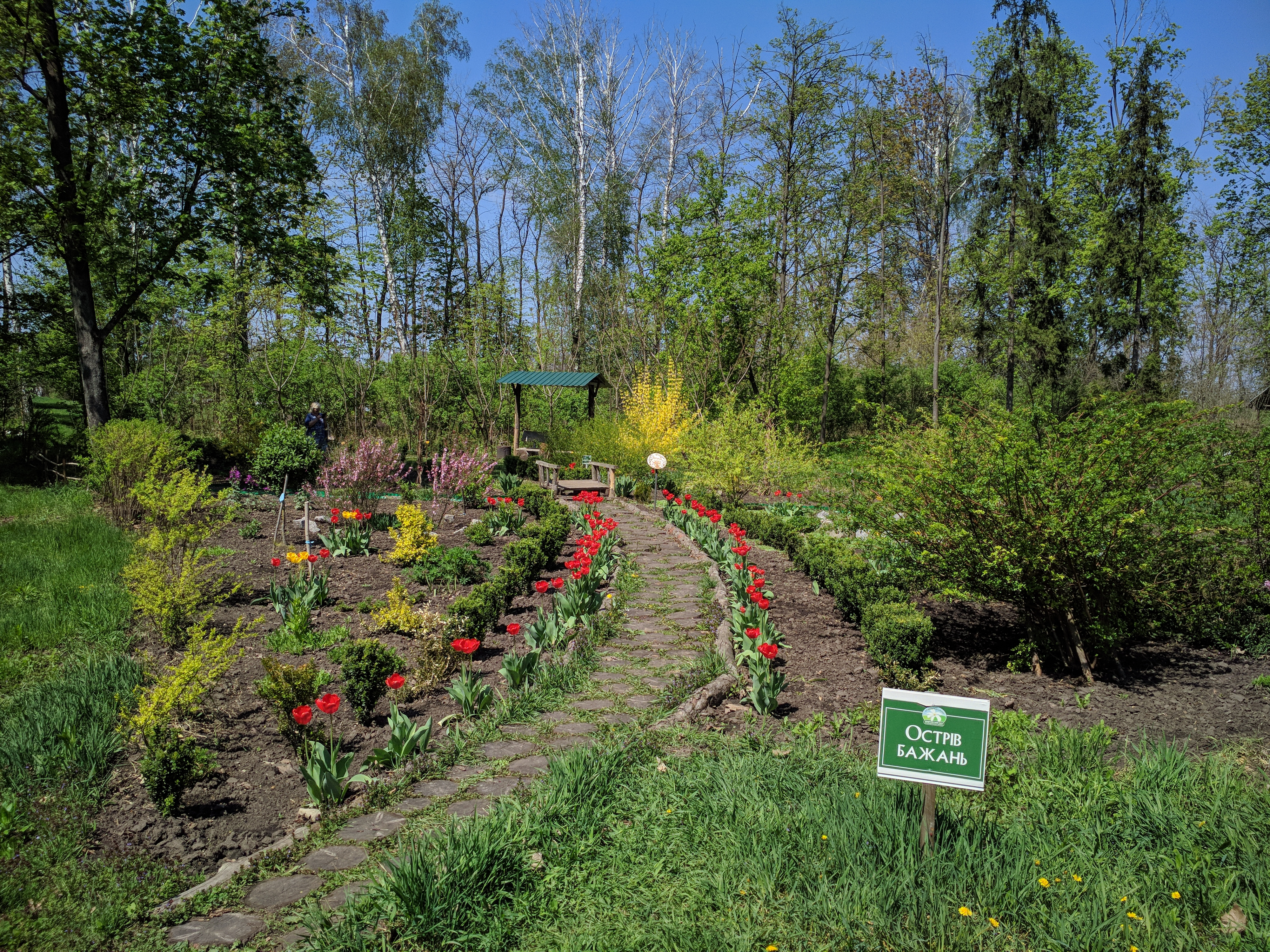
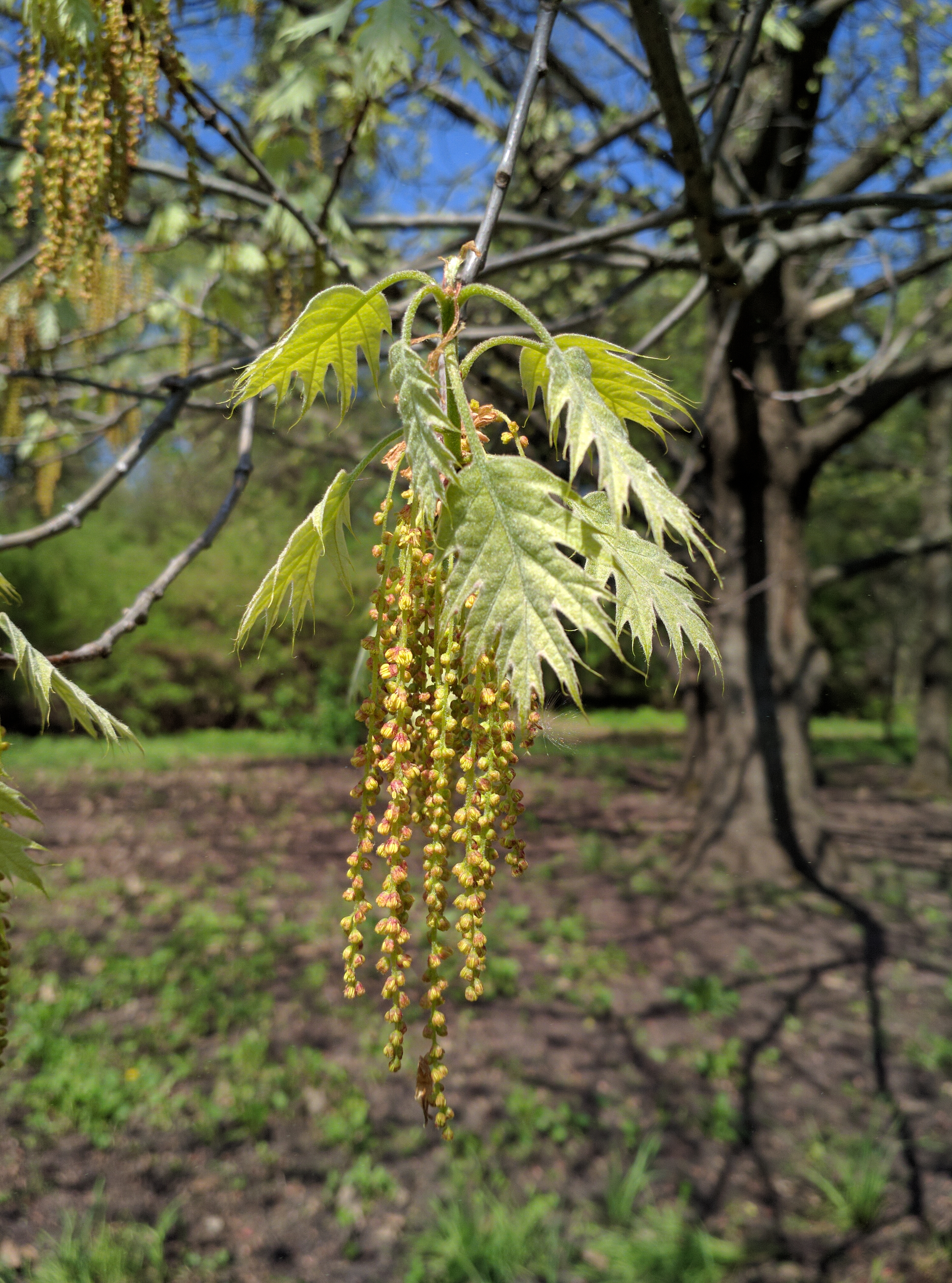
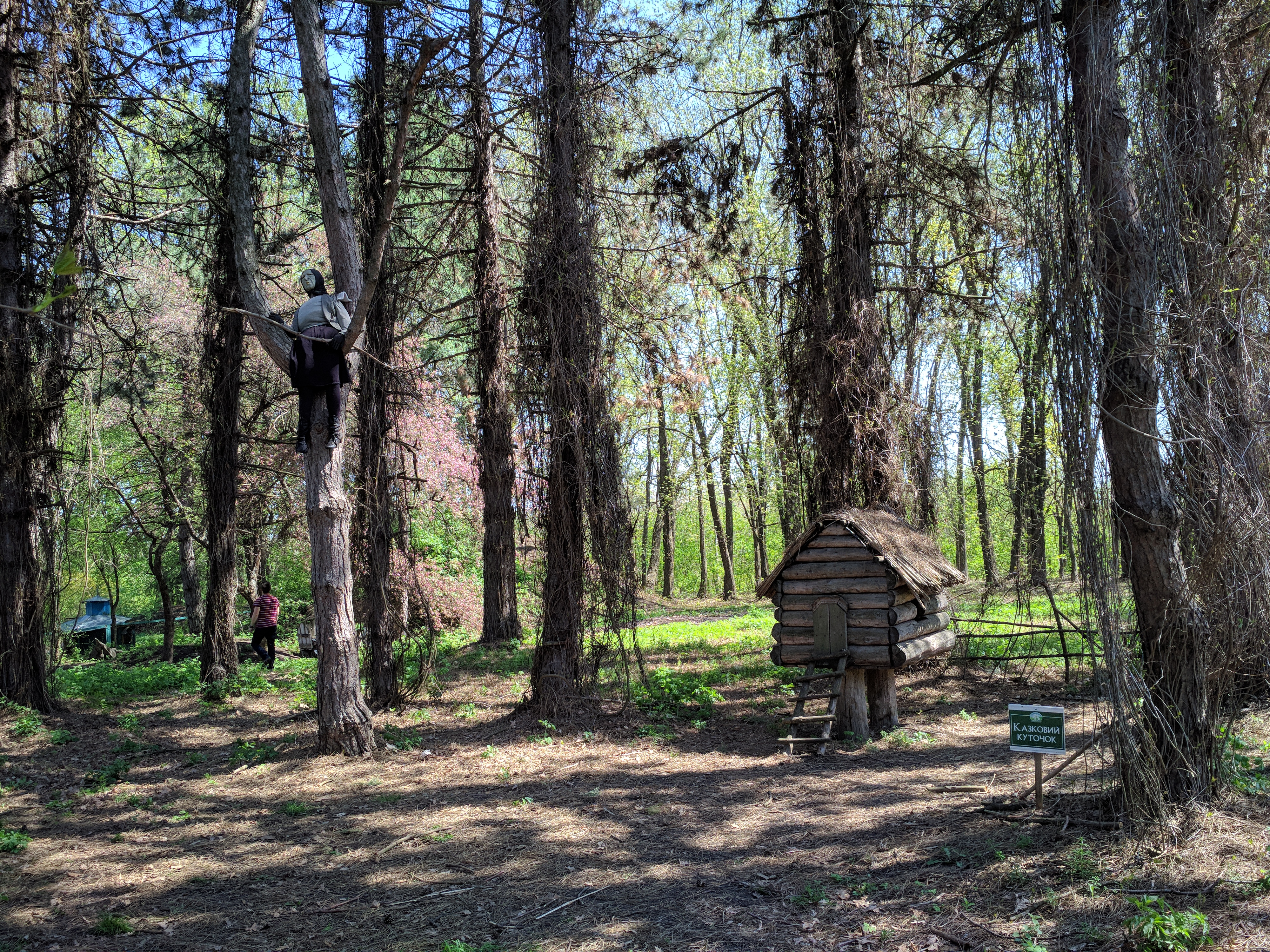
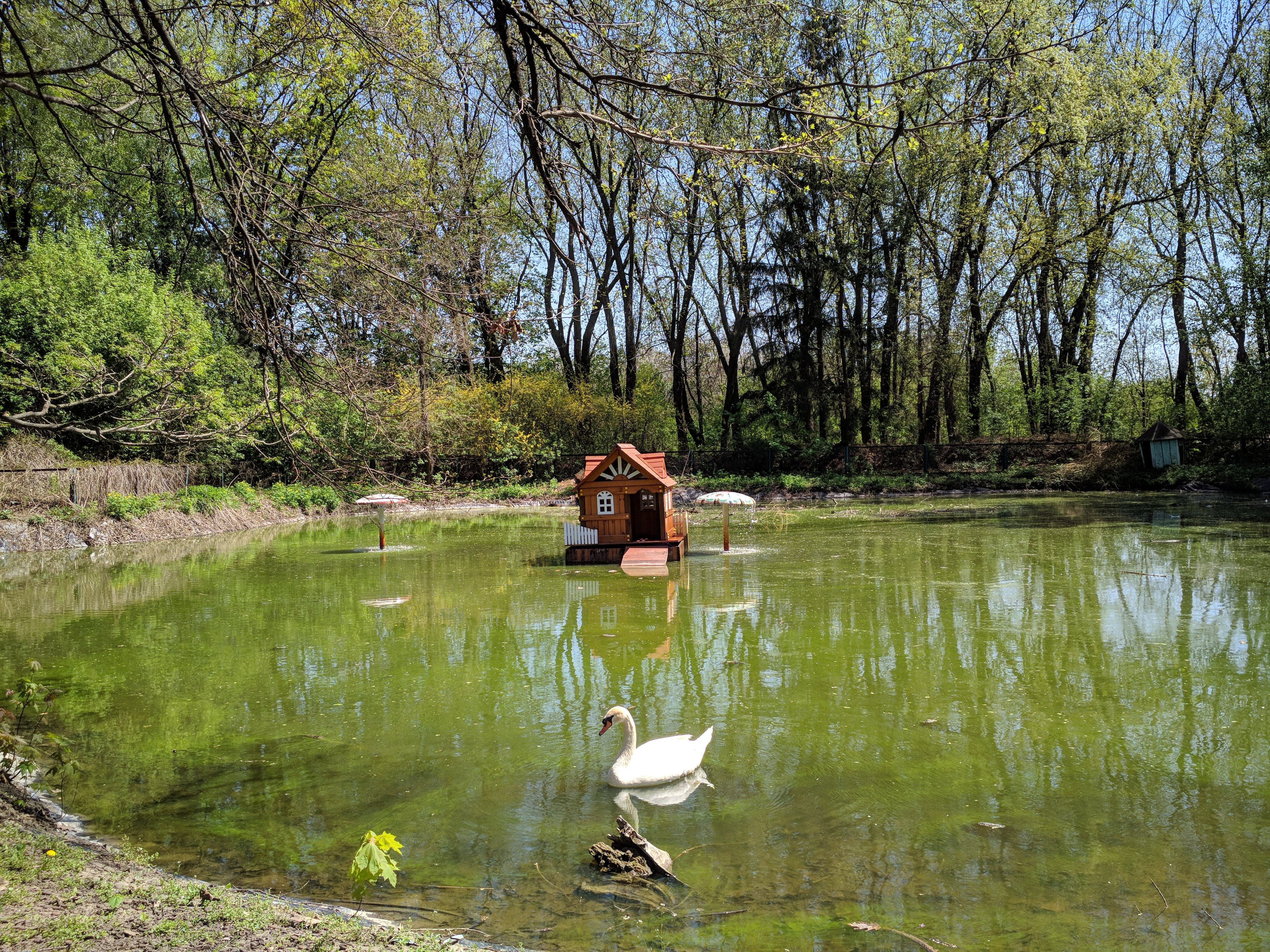